# Lepidodelta stolifera
Lepidodelta stolifera är en fjärilsart som beskrevs av Saalmüller 1891. Lepidodelta stolifera ingår i släktet Lepidodelta och familjen nattflyn. Inga underarter finns listade i Catalogue of Life.